# Portada/article gener 27

## Wolfgang Amadeus Mozart
Wolfgang Amadeus Mozart (Salzburg, 27 de gener de 1756 – Viena, 12 de maig de 1791) fou un compositor austríac de música clàssica. Probablement el músic més prodigiós, les seves primerenques gires per Europa el van fer famós i el van familiaritzar amb els estils musicals europeus, que després va sintetitzar a les seves obres. Únic en la història de la música gràcies als seus assoliments en tot tipus de gèneres i formes, així com per la seva sorprenent fluïdesa de composició, va ser el primer compositor important que va intentar establir una carrera musical «independent».